# Dare Me
Dare Me es una serie de televisión de drama y misterio estadounidense basada en la novela homónima de 2012 de Megan Abbott que se estrenó el 29 de diciembre de 2019 en USA Network. En abril de 2020, USA Network canceló la serie luego de una temporada.

## Sinopsis
Dare Me sigue «la tensa relación entre dos mejores amigas después de que una nueva entrenadora llega para que su equipo se destaque. Mientras la amistad de las chicas se pone a prueba, sus jóvenes vidas cambian para siempre cuando un crimen impactante sacude su tranquilo mundo suburbano».

## Reparto

### Principales
- Willa Fitzgerald como Colette French
- Herizen Guardiola como Addy Hanlon
- Marlo Kelly como Beth Cassidy
- Rob Heaps como Matt French, esposo de Colette.
- Zach Roerig como Will Mosley
- Paul Fitzgerald como Bert Cassidy
- Alison Thornton como Tacy Cassidy

### Recurrentes
- Kaden Hebb como Mindy
- Taveeta Szymanowicz como RiRi
- Hannah Roberts como Sierra
- Hannah Shepard como Tania
- Haley Chau como Ali
- Brittany Raymond como Cori Ross
- Addyson Douglas como Emily Diaz
- Ella Choi como Josie
- Brittany Spiteri como Taylor
- Brittany Teo como Tess Lynn
- Bria Grace Mitchell como Zoe
- Megan Hunter como Alexis
- Erika Prevost como Brianna Bradley
- Chris Zylka como el cabo Kurtz
- Amanda Brugel como Faith Hanlon, madre de Addy.
- Tammy Blanchard como Lana Cassidy, madre de Beth.
- Antonio J. Bell como Michael Slocum
- Adrian Walters como Jimmy Tibbs
- Tamberla Perry como J.J. Curtis, madre de RiRi.
- Dylan Colton como Jordy Jones, interés amoroso de Addy.
- Tissen Scott Smith como Tristan Lewis

## Episodios
| N.º | Título                         | Dirigido por     | Escrito por                 | Fecha de emisión original | Audiencia (millones) |
| --- | ------------------------------ | ---------------- | --------------------------- | ------------------------- | -------------------- |
| 1   | «Coup d'État»                  | Steph Green      | Megan Abbott & Gina Fattore | 29 de diciembre de 2019   | 0.600                |
| 2   | «Mutually Assured Destruction» | Jamie Travis     | Megan Abbott & Gina Fattore | 5 de enero de 2020        | 0.349                |
| 3   | «Surrender at Discretion»      | Lauren Wolkstein | Ariel Schrag                | 12 de enero de 2020       | 0.395                |
| 4   | «Rapprochement»                | Marisol Adler    | Jamie Rosengard             | 19 de enero de 2020       | 0.397                |
| 5   | «Parallel Trenches»            | Olivia Newman    | Lisa Lutz                   | 26 de enero de 2020       | 0.376                |
| 6   | «Code Red»                     | Josephine Decker | Danielle Henderson          | 9 de febrero de 2020      | 0.390                |
| 7   | «Scorched Earth»               | Bronwen Hughes   | Joe Johnson                 | 16 de febrero de 2020     | 0.394                |
| 8   | «Containment»                  | Justin Tipping   | Cathryn Humphris            | 23 de febrero de 2020     | 0.315                |
| 9   | «Fog of War»                   | Megan Griffiths  | Lisa Lutz                   | 1 de marzo de 2020        | 0.374                |
| 10  | «Shock & Awe»                  | Jamie Travis     | Megan Abbott & Gina Fattore | 8 de marzo de 2020        | 0.432                |

1. ↑  El primer episodio se lanzó en línea el 19 de diciembre de 2019.[4]
2. ↑  El segundo episodio se lanzó en línea el 30 de diciembre de 2019.[6]

## Producción

### Desarrollo
El 13 de junio de 2013, se anunció que Michael Sucsy dirigiría una versión cinematográfica de la novela de 2012 de Megan Abbott Dare Me producida por Karen Rosenfelt. Abbott escribirá el guion y que Natalie Portman podría protagonizar la película, sin embargo el proyecto no siguió adelante a pesar de que el guion se completó después. El 12 de junio de 2014, Abbott en una entrevista con Memphis Flyer afirmó que la novela podría adaptarse en una serie de televisión.
El 8 de mayo de 2015, se anunció que Abbott acordó desarrollar una serie de televisión basada también en la novela para HBO. Abbott escribirá el episodio piloto de la serie y será producido por Peter Berg y Rosenfelt, debido a que HBO estaba enfocado en hacer una serie de televisión sobre adolescentes. El 3 de noviembre de 2017, Abbott dijo que el proyecto aun seguía en desarrollo en HBO.
En enero de 2018, el proyecto se trasladó a USA Network porque HBO estaba realizando otra serie de televisión sobre adolescentes titulada Euphoria, y finalmente el 12 de abril, se anunció que se ordenó el episodio piloto. Abbott se desempeñaría como guionista y productora ejecutiva junto con Gina Fattore, Berg, Michael Lombardo, Sarah Condon y Rosenfelt, y meses después se anunció que Steph Green dirigiría el piloto. El 28 de enero de 2019, se anunció que USA Network recogió el episodio piloto para convertirse en una serie. El 8 de noviembre de 2019, se anunció que sería estrenada el 29 de diciembre de 2019.

### Casting
El 25 de julio de 2018, se anunció que Willa Fitzgerald, Herizen Guardiola y Marlo Kelly fueron elegidas en roles principales. El 14 de agosto de 2018, se anunció que Rob Heaps, Zach Roerig y Paul Fitzgerald fueron elegidos como principales y que Joyful Drake, Tammy Blanchard, Antonio J. Bell, Alison Thornton y Tamberla Perry fueron elegidos como recurrentes. El 29 de abril de 2019, se anunció que Chris Zylka y Taveeta Szymanowicz fueron elegidos en roles recurrentes. El 7 de agosto de 2019, se anunció que Adrian Walters y Amanda Brugel fueron elegidos en roles recurrentes.

### Rodaje
El rodaje del piloto comenzó en agosto de 2018 en Toronto, Ontario, Canadá. La temporada 1 se comenzó a rodar el 22 de abril al 15 de agosto de 2019 en Toronto, al igual que Mississauga, Scarborough y Hamilton.

## Lanzamiento

### Marketing
El 7 de junio de 2019, se proyectó el primer episodio en el ATX Television Festival en Austin, Texas.

### Distribución
El 28 de enero de 2019, se anunció que Netflix distribuirá la serie internacionalmente.

## Recepción

### Críticas
En Rotten Tomatoes, la serie tiene un índice de aprobación del 83 % con una promedio de 7.71/10, basado en 24 reseñas. El consenso del sitio web dice, «Visceral, aunque a veces insípido, el thriller de lenta combustión de Dare Me se combina muy bien con su atmósfera cambiante para crear una exploración hábil de la interioridad de la vida adolescente». En Metacritic, tiene un puntaje promedio ponderado de 73 de 100, basado en 12 reseñas, lo que indica «críticas generalmente favorables».

### Audiencias
| N.º | Título                         | Fecha de emisión        | ÍA/CP (18–49) | Audiencia (millones) | DVR (18–49) | Audiencia DVR (millones) | Total (18–49) | Audiencia total (millones) |
| --- | ------------------------------ | ----------------------- | ------------- | -------------------- | ----------- | ------------------------ | ------------- | -------------------------- |
| 1   | «Coup d'État»                  | 29 de diciembre de 2019 | 0.2           | 0.600                | 0.1         | 0.257                    | 0.3           | 0.857                      |
| 2   | «Mutually Assured Destruction» | 5 de enero de 2020      | 0.1           | 0.349                | 0.1         | 0.206                    | 0.2           | 0.555                      |
| 3   | «Surrender at Discretion»      | 12 de enero de 2020     | —             | —                    | —           | —                        | —             | —                          |
| 4   | «Rapprochement»                | 19 de enero de 2020     | —             | —                    | —           | —                        | —             | —                          |
| 5   | «Parallel Trenches»            | 26 de enero de 2020     | —             | —                    | —           | —                        | —             | —                          |